# George Wither

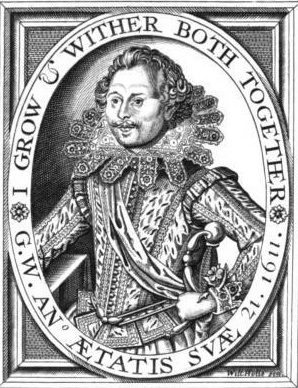
George Wither

George Wither, auch Withers, (* 11. Juni 1588 in Bentworth, Hampshire; † 2. Mai 1667 in London) war ein englischer Dichter.

## Leben
George Wither studierte ab 1604 in Oxford (Magdalen College), verließ aber die Universität 1606 ohne Abschluss. Ab 1610 war er in London und wurde 1615 am Lincoln’s Inn als Anwalt zugelassen. Er wurde durch einige Gedichte bekannt, teilweise in der Nachfolge von Edmund Spenser. Für sein satirisches Gedicht auf die Sünden Hochmut, Geiz, Wollust (Abuses Stript and Whipt, 1613) war er einige Monate 1614 im Gefängnis (eines der Gedichte enthielt einen Angriff auf den Lordkanzler, obwohl er nicht namentlich genannt wurde). Im Gefängnis schrieb er The Shepherd’s Hunting, das 1615 erschien und für eine Stelle zum Lob der Dichtkunst bekannt ist, und 1615 erschien – als erstes literarisches Werk in Subskription – seine Liebeselegie Fidelia mit (in späteren Ausgaben 1617 und 1619) einem seiner bekanntesten Gedichte Shall I wasting in despair. 1621 erschien sein satirisches Wither’s Motto: Nec habeo, nec careo, nec curo (Withers Motto: Ich habe nichts, ich wünsche nichts, mich kümmert nichts), das sehr erfolgreich war und für das er wieder inhaftiert wurde.
Später wandte er sich puritanischen religiösen Themen zu und er war im Bürgerkrieg auf Seiten der Republikaner und schrieb für diese Pamphlete. 1623 erschienen seine Hymns and Songs of the Church, das erste solche Werk in englischer Sprache, das nicht gänzlich auf den Psalmen beruhte und außerdem das erste Werk, für die ein Autor erfolgreich Copyright anmeldete.
Er verarbeitete seine Erlebnisse der Pest in London von 1625 in seinem Gedicht Britain’s Remembrancer (erschienen 1628). Ein weiterer Band religiöser Dichtung erschien 1641 als Britain’s Second Remembrancer. 1635 schrieb er die Verse zu einem Emblembuch und 1636 übersetzte er Über die Natur des Menschen von Nemesios von Emesa.
1639 nahm er auf Seiten des Königs als Hauptmann an den Bischofskriegen teil und war auch im Bürgerkrieg Soldat auf Seiten der Parlamentskräfte. Er wurde mit der Verteidigung von Farnham Castle beauftragt, verließ den Ort aber, wobei sein benachbarter Besitz geplündert wurde und er von Royalisten gefangen genommen wurde. Er entging der Hinrichtung auf die Fürsprache von Sir John Denham hin, der die Begnadigung damit kommentierte, er wolle nicht selbst nach dem Tod von Withers als schlechtester Dichter Englands gelten. Trotz dieser Episode wurde er zum Major befördert und war bei der Belagerung von Gloucester (1643) und bei der Schlacht von Naseby (1645) dabei. 1643 wurde er seines Kommandos und seines Amtes als Friedensrichter enthoben wegen Angriffen auf Richard Onslow, den er für die Niederlage bei Farnham verantwortlich machte. Ab 1649 war er einer derjenigen, die den Nachlass von König Karl I. in Vorbereitung einer Versteigerung auflisten und abschätzen sollten. Zu Beginn der Stuart-Restauration (1660) war er drei Jahre inhaftiert.